# Otchtchougouï-Botouobouia
L'Otchtchougouï-Botouobouia (en russe : Оччугуй-Ботуобуя - en iakoute Оччугуй Ботуобуйа) est une rivière de Russie qui coule en République de Sakha, en Sibérie orientale. C'est un affluent du Viliouï en rive droite, donc un sous-affluent de la Léna.
En iakoute, son nom signifie Petite Botouobouia.

## Géographie
L'Otchtchougouï-Botouobouia a une longueur de 342 kilomètres. Son bassin versant a une superficie de 11 100 km2 (surface de taille un peu inférieure à celle 
de la région française d'Île-de-France). Son débit moyen à l'embouchure est de 40,0 m3/s. 
L'Otchtchougouï-Botouobouia prend naissance sur le plateau de la Léna (Prilenskoïe plato - Приленское плато), partie sud-est du vaste plateau de Sibérie centrale. La rivière coule sur ce plateau en direction du nord, parallèlement à sa grande sœur, l'Oulakhan-Botouobouia, mais plus à l'est. Elle finit ainsi par confluer avec le Viliouï en rive droite, au niveau de la petite localité de Khampa.

## Le gel
La rivière est prise par les glaces aux environs de la mi-octobre. Elle reste gelée jusqu'à la mi-mai.
Le bassin versant de l'Otchtchougouï-Botouobouia, comme l'ensemble du bassin du Viliouï repose totalement sur un épais manteau de sol gelé en permanence ou pergélisol. 

## Hydrométrie - Les débits mensuels à Touous
L'Otchtchougouï-Botouobouia est un cours d'eau très irrégulier. Son débit a été observé pendant 6 ans (1959-1965) à Touous, localité située à quelque 34 kilomètres de son confluent avec le Viliouï, à 167 mètres d'altitude. 
À Touous, le débit inter annuel moyen ou module observé durant cette période était de 34,5 m3/s pour une surface prise en compte de 10 600 km2, soit plus ou moins 95,5 % de la totalité du bassin versant de la rivière qui en compte 11 100.
La lame d'eau écoulée dans ce bassin atteint dès lors le chiffre de 103 millimètres par an, ce qui peut être considéré comme peu élevé, et résulte de la modération des précipitations observées dans la majeure partie de son bassin comme de celui du Viliouï.
Rivière alimentée en grande partie par la fonte des neiges, l'Otchtchougouï-Botouobouia est un cours d'eau de régime nival. 
Les hautes eaux se déroulent au printemps, au mois de mai et au début du mois de juin, ce qui correspond au dégel et à la fonte des neiges. Au mois de juin puis de juillet, le débit baisse fortement, et cette baisse se poursuit tout au long de l'été puis de l'automne.
Au mois de novembre, le débit de la rivière chute à nouveau, ce qui constitue le début de la période des basses eaux. Celle-ci a lieu de novembre à avril inclus et correspond aux gels de l'hiver qui envahissent toute la Sibérie. 
Le débit moyen mensuel observé de janvier à mars (minimum d'étiage) est de 0,00 m3/s, c'est-à-dire arrêt de tout écoulement, tandis que le débit moyen du mois de mai, maximum de l'année se monte à 215 m3/s, ce qui souligne l'amplitude très importante des variations saisonnières, même dans le contexte des cours d'eau sibériens, pourtant caractérisés par des écarts saisonniers importants. Sur la durée d'observation de 6 ans, le débit mensuel maximal s'élevait à 322 m3/s en mai 1959. 
En ne considérant que la période estivale, libre de glaces (de mai à septembre inclus), le débit mensuel minimal observé a été de 0,49 m3/s en septembre 1964, ce qui implique l'existence d'étiages d'été parfois très sévères.